# تپه رشمینه ۱
تپه رشمینه ۱ مربوط به عصر آهن است و در شهرستان گیلانغرب، بخش مرکزی، دهستان حومه، ۵۵۰ متری جنوب غرب روستای علیرضا وندی واقع شده و این اثر در تاریخ ۲۶ اسفند ۱۳۸۷ با شمارهٔ ثبت ۲۵۶۳۸ به‌عنوان یکی از آثار ملی ایران به ثبت رسیده است.